# فلافيو لاتزاري
فلافيو لاتزاري (بالإيطالية: Flavio Lazzari)‏ (5 سبتمبر 1986 بروما في إيطاليا - ) هو لاعب كرة قدم إيطالي في مركز الوسط. شارك مع منتخب إيطاليا تحت 17 سنة لكرة القدم ومنتخب إيطاليا تحت 19 سنة لكرة القدم ومنتخب إيطاليا تحت 20 سنة لكرة القدم. أما مع النوادي، فقد لعب مع نادي أودينيزي ونادي إمبولي ونادي بادوفا ونادي بيسكارا ونادي مسينا ونادي مودينا ونادي نوفارا وAS Lodigiani ‏ وAtletico Roma FC ‏ ونادي غروسيتو وASD Città di Gallipoli ‏.

## روابط خارجية
- فلافيو لاتزاري على موقع إي إس بي إن إف سي (الإنجليزية)
- فلافيو لاتزاري على موقع قاعدة بيانات كرة القدم.إي يو (الإنجليزية)
- فلافيو لاتزاري على موقع Soccerway.com (الإنجليزية)
- فلافيو لاتزاري على موقع عالم كرة القدم.نت (الإنجليزية)